# خالد المعالي
خالد المعالي (بالألمانية: Khalid Al-Maaly)‏ (15 أبريل 1956) شاعر وصحفي ومترجم أدبي عراقي. ولد قرب مدينة السماوة، ونشر محاولته الشعرية الأولى عام 1978 بعنوان لمن أعلن دفتري؟ ترك العراق بشكل نهائي لأسباب سياسية عام 1978 إلى بيروت، ثم فرنسا، لكي يقيم منذ أوائل أغسطس 1980 بشكل نهائي في ألمانيا. أسس عام 1983 في مدينة كولونيا حيث يقيم 1983 منشورات الجمل. أصدر عام 1990 بالتعاون مع عبد القادر الجنابي مجلة فراديس التي توقفت عام 1993. أسس مجلة عيون عام 1995. حاز على جائزة رولف ديتر برنكمان التي تمنحها مدينة كولونيا عام 1988، والجائزة التشجيعية لمقاطعة نورراين فستيفالن عام 1991، وجائزة معرض الشارقة الدولي للكتاب عام 1996.

## مؤلفاته
من دواوينه الشعرية:
- عيون فكّرت بنا، بيروت 1990
- خيال من قصب، كولونيا، القاهرة
- الهبوط على اليابسة، بيروت
- العودة إلى الصحراء،،بيروت 1999
- حداء،شعر (بيروت)

في النثر والترجمة:
- أفكار عن الفاتر، نثر (بيروت 2003)
- غوتفريد بن: قصائد مختارة، ترجمة (بيروت، القاهرة)،
- باول تسيلان: سمعتُ من يقول، أعمال شعرية ونثرية، ترجمة (بيروت 1999)،
- هانس ماغنوس انتسنسبرغر: روبرت الطائر، شعر، ترجمة بالاشتراك مع فاضل العزاوي (بيروت 2003).

## وصلات خارجية
- في موقع أرشيف المجلات